# UN Recommendations on the Transport of Dangerous Goods
Die UN Recommendations on the Transport of Dangerous Goods (deutsch: UN-Empfehlungen für den Transport gefährlicher Güter) sind Teil der UN Model Regulations und werden vom Subkomitee der Experten für den Transport gefährlicher Güter des Wirtschafts- und Sozialrats der Vereinten Nationen zusammengestellt. Sie umfassen alle Formen des Transports von Gefahrgütern bis auf den Transport mit Tankschiffen. Sie sind für einzelne Staaten rechtlich nicht bindend, haben jedoch eine hohe internationale Anerkennung, da sie Grundlage für internationale Abkommen und viele nationale Gesetze sind. Die Empfehlungen werden aufgrund der Farbgebung des Titelblatts auch als Orange Book bezeichnet.
„Gefährliche Güter“ (auch „Gefahrstoffe“) können reine chemische Stoffe (z. B. Trinitrotoluol (TNT), Nitroglycerin), Gemische (z. B. Dynamit, Schwarzpulver) oder hergestellte Artikel (z. B. Munition, Feuerwerk) sein. Die Gefahrgüter sind in neun Klassen eingeteilt, die in weitere Gruppen unterteilt sind. Den gebräuchlichsten Gefahrgütern ist eine vierstellige UN-Nummer zugeteilt, die sie international identifiziert. Weniger verbreitete Substanzen werden unter generischen Codes wie „UN1993: Entzündbarer, flüssiger Stoff, nicht anderweitig genannt“ transportiert.
Die UN-Empfehlungen umfassen nicht die Herstellung, Nutzung und Freisetzung von Gefahrgütern.

## Geschichte

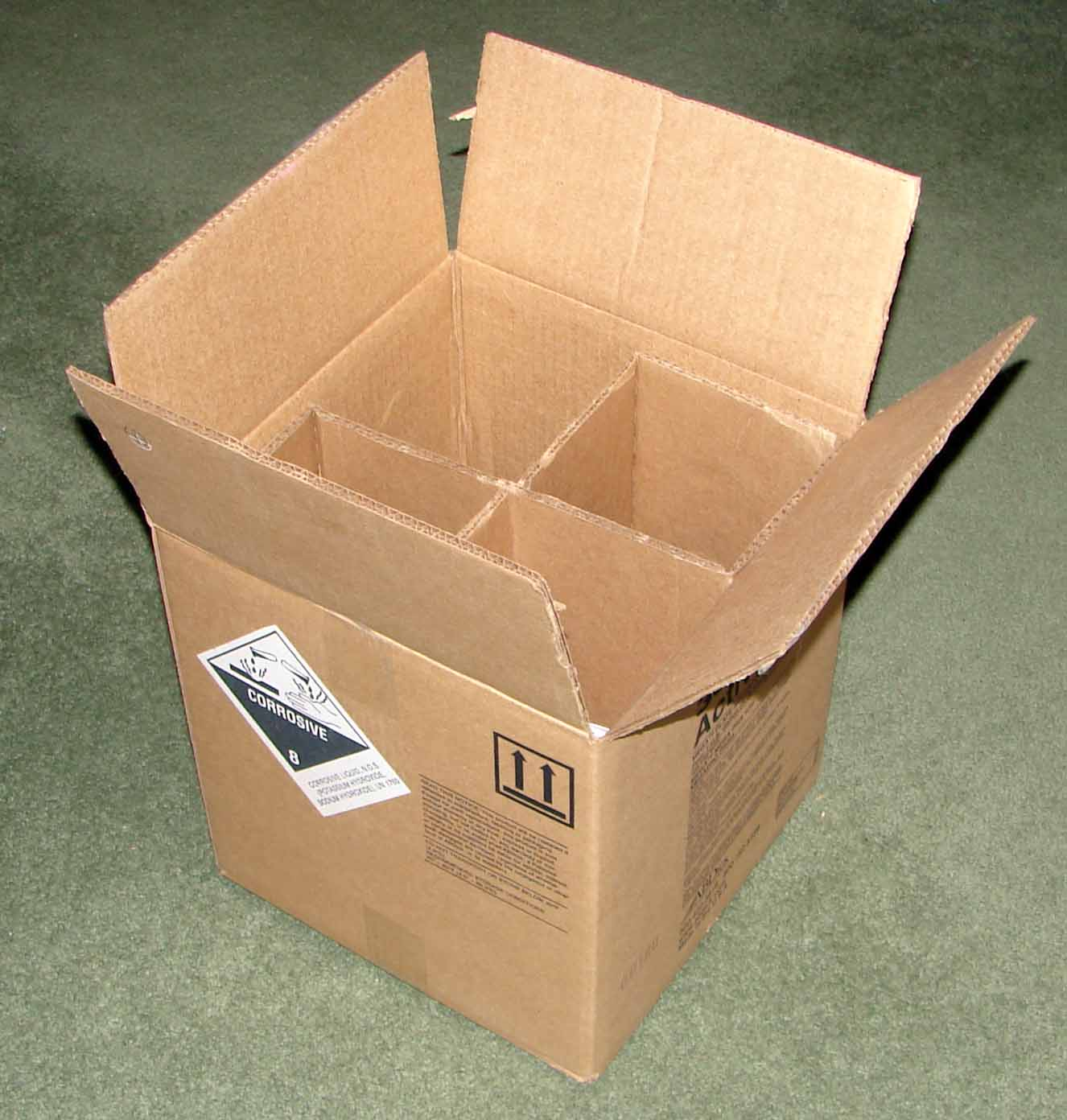
Box aus doppellagiger Wellpappe mit Trennwänden für den Transport von vier Flaschen mit ätzender Flüssigkeit, UN 4G, zertifiziert für Verpackungsgruppe III

Die erste Version der Recommendations on the Transport of Dangerous Goods wurde 1956 vom ECOSOC herausgegeben. Seit 1996 werden die Recommendations in zwei Teile unterteilt: Die Model Regulations, die einen Vorschlag für Gesetze über den Transport gefährlicher Güter darstellen und das Manual of Tests and Criteria, welches Informationen über Testverfahren zur Gefährlichkeit von Substanzen enthält. Die dreiundzwanzigste Ausgabe der Recommendations wurde 2023 veröffentlicht.
Die Anforderungen an Behälter umfassen Material- und Konstruktionseigenschaften, jedoch sind auch Tests erforderlich. Die Verpackungstests sind von der Verpackungsgruppe, dem Inhalt, der Materialmenge und dem Behältertyp abhängig.
Die UN Recommendations sind durch die zuständigen Behörden der einzelnen Staaten, wie Transport Canada, das Verkehrsministerium der Vereinigten Staaten usw. implementiert. Einige Spediteure stellen jedoch weitergehende Anforderungen.